# Pervenche Berès

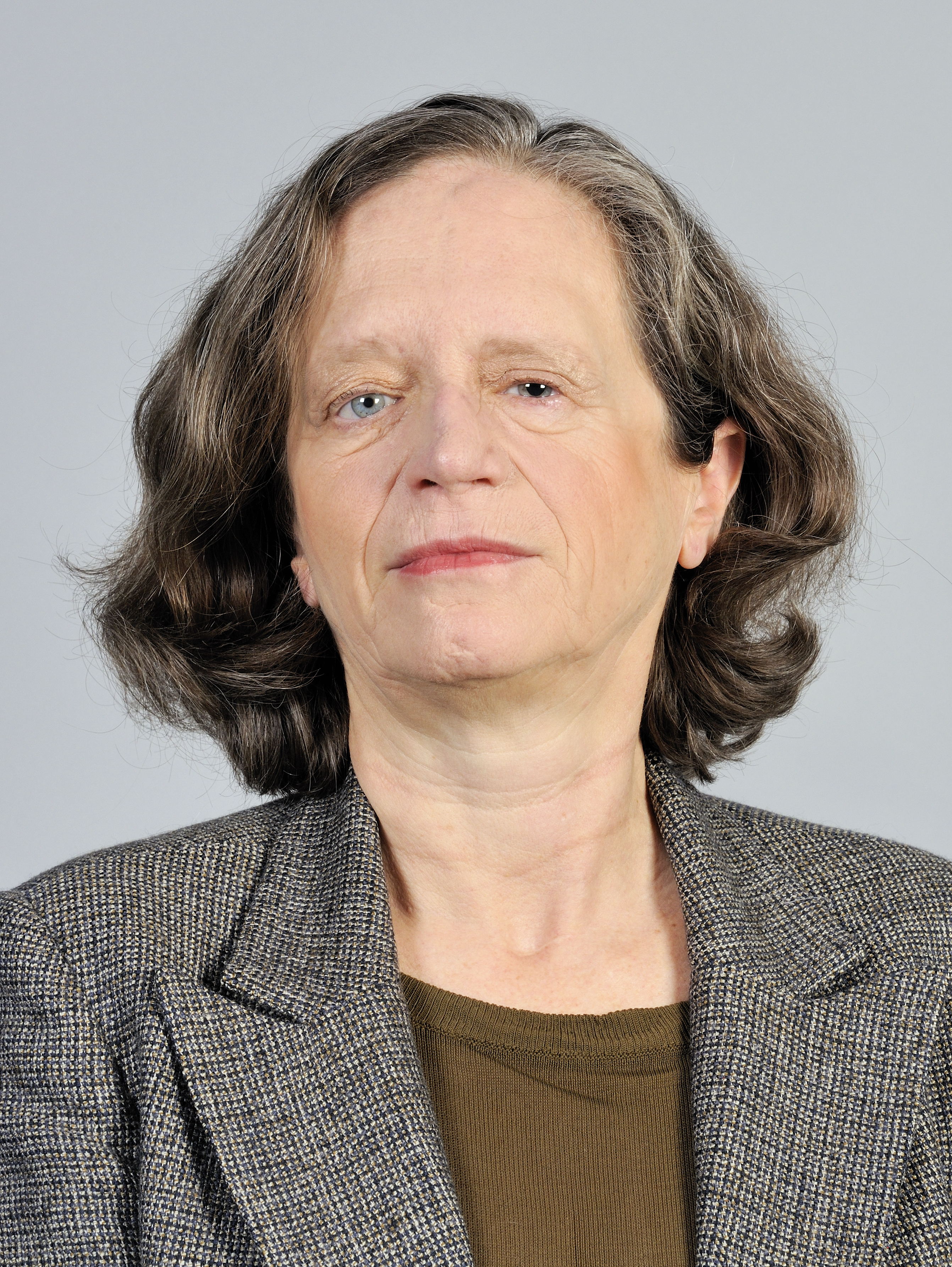
Pervenche Berès (2014)

Pervenche Berès (* 10. März 1957 in Paris) ist eine französische Politikerin (PS). Sie war von 1994 bis 2019 Mitglied des Europäischen Parlaments. 

## Leben und politische Karriere
Nach einem Studium am Institut d’études politiques de Paris (Sciences Po), das sie 1978 abschloss, war Berès von 1981 bis 1983 bei der Delegation der französischen Nationalversammlung bei den Europäischen Gemeinschaften, dann bis 1988 im Ausschuss für auswärtige Angelegenheiten der Nationalversammlung tätig. Von 1988 bis 1992 war sie Beraterin von Laurent Fabius, der zu dieser Zeit Präsident der Nationalversammlung war. Von 1993 bis 2004 war Berès Vorstandsmitglied der Parti socialiste, wo sie bis 1995 für entwicklungspolitische Fragen zuständig war. Von 2001 bis 2008 war sie zudem Mitglied des Stadtrats von Sèvres.
Bei der Europawahl 1994 wurde Berès erstmals in das Europäische Parlament gewählt. Sie wurde dort Mitglied der Fraktion der Sozialdemokratischen Partei Europas (SPE), von 1997 bis 2004 war sie stellvertretende Fraktionsvorsitzende. Bei der Europawahl 1999 wurde Berès als Spitzenkandidatin der PS erneut gewählt; im selben Jahr war sie stellvertretende Vorsitzende der Delegation des Europäischen Parlaments im ersten Europäischen Konvent, der die EU-Grundrechtecharta ausarbeitete. Von 2002 bis 2003 gehörte sie dem zweiten Europäischen Konvent, der den EU-Verfassungsvertrag entwarf, als stellvertretendes Mitglied an. 
Nach der Europawahl 2004 wurde Berès Vorsitzende des Ausschusses für Wirtschaft und Währung. Nach der Europawahl 2009 war sie in der Legislaturperiode bis 2014 Vorsitzende im Ausschuss für Beschäftigung und soziale Angelegenheiten. Zudem gehörte sie 2009–2011 dem Sonderausschuss zur Finanz-, Wirtschafts- und Sozialkrise an. In der Legislaturperiode von 2014 bis 2019 war sie einfaches Mitglied im Ausschuss für Wirtschaft und Währung sowie Delegierte für die Beziehungen zu den Vereinigten Staaten.